# Biophytum cardonaei
Biophytum cardonaei är en harsyreväxtart som beskrevs av Henri François Pittier. Biophytum cardonaei ingår i släktet Biophytum och familjen harsyreväxter. Inga underarter finns listade i Catalogue of Life.